# Mirbelia floribunda
Mirbelia floribunda es una especie de planta floral del género Mirbelia, familia Fabaceae, orden Fabales.

## Distribución
Se distribuye por Australia Occidental.

## Taxonomía
Fue descrita por Benth. y publicada en J. Lindley, Sketch Veg. Swan R 12 (1839.